# Dolánky nad Ohří
Dolánky nad Ohří (deutsch Dolanek, älter auch Dolan, Dolas) ist eine Gemeinde in Tschechien. Sie liegt acht Kilometer südlich von Litoměřice an der Eger und gehört zum Okres Litoměřice.

## Geographie
Das Dorf befindet sich rechtsseitig der Eger am Fuße des 209 m hohen Hügels Skála. Durch Dolánky führt die Staatsstraße 608 zwischen Terezín und Doksany. Anderthalb Kilometer nördlich verläuft die Eisenbahn von Lovosice nach Roudnice nad Labem, an der der nächste Bahnhalt in Hrdly liegt.
Nachbarorte sind Hrdly im Norden, Oleško im Nordosten, Skála und Rohatce im Südosten, Doksany im Süden, Brozany nad Ohří und Rochov im Südwesten sowie Brňany und Bohušovice nad Ohří im Nordwesten.

## Geschichte
Anhand von Grabungsfunden konnte eine keltische Besiedlung aus der Zeit bis 300 v. Chr. nachgewiesen werden.
Erstmals urkundlich erwähnt wurde Dolanky im Jahre 1057 bei der Gründung des Kollegiatstiftes St. Stefan in Litoměřice durch Herzog Spytihněv II. Am gegenüberliegenden Ufer der Eger befand sich zu dieser Zeit das Dorf Pelesch, das Ottokar I. Přemysl 1226 dem Kloster Doksany stiftete. Unterhalb von Dolánky lag am Fluss der Ort Dolany, dessen Besitzer vor 1400 der Leitmeritzer Kastellan Bleha war.
Beim Egerhochwasser von 1461 wurde Pelesch durch die Fluten weggerissen und Dolany wegen der Lage im Überschwemmungsgebiet verlassen.
Im Jahre 1900 lebten in Dolánky 647 Menschen.

## Ortsgliederung
Für die Gemeinde Dolánky nad Ohří sind keine Ortsteile ausgewiesen. Zur Gemeinde gehört der Weiler Skála.

## Sehenswürdigkeiten
- Kirche St. Ägidius, der ursprüngliche gotische Bau wurde ab 1675 durch Antonio della Porta barock umgestaltet
- barockes Pfarrhaus, erbaut 1788–1791
- barocker Glockenturm an der Kirche
- Kapelle an einer QuellÄgidiuse, errichtet im 18. Jahrhundert
- zwei kleine Kapelle im Empirestil unterhalb der Skála an der Straße nach Doksany
- ein Marterl (1597) im Oberdorf

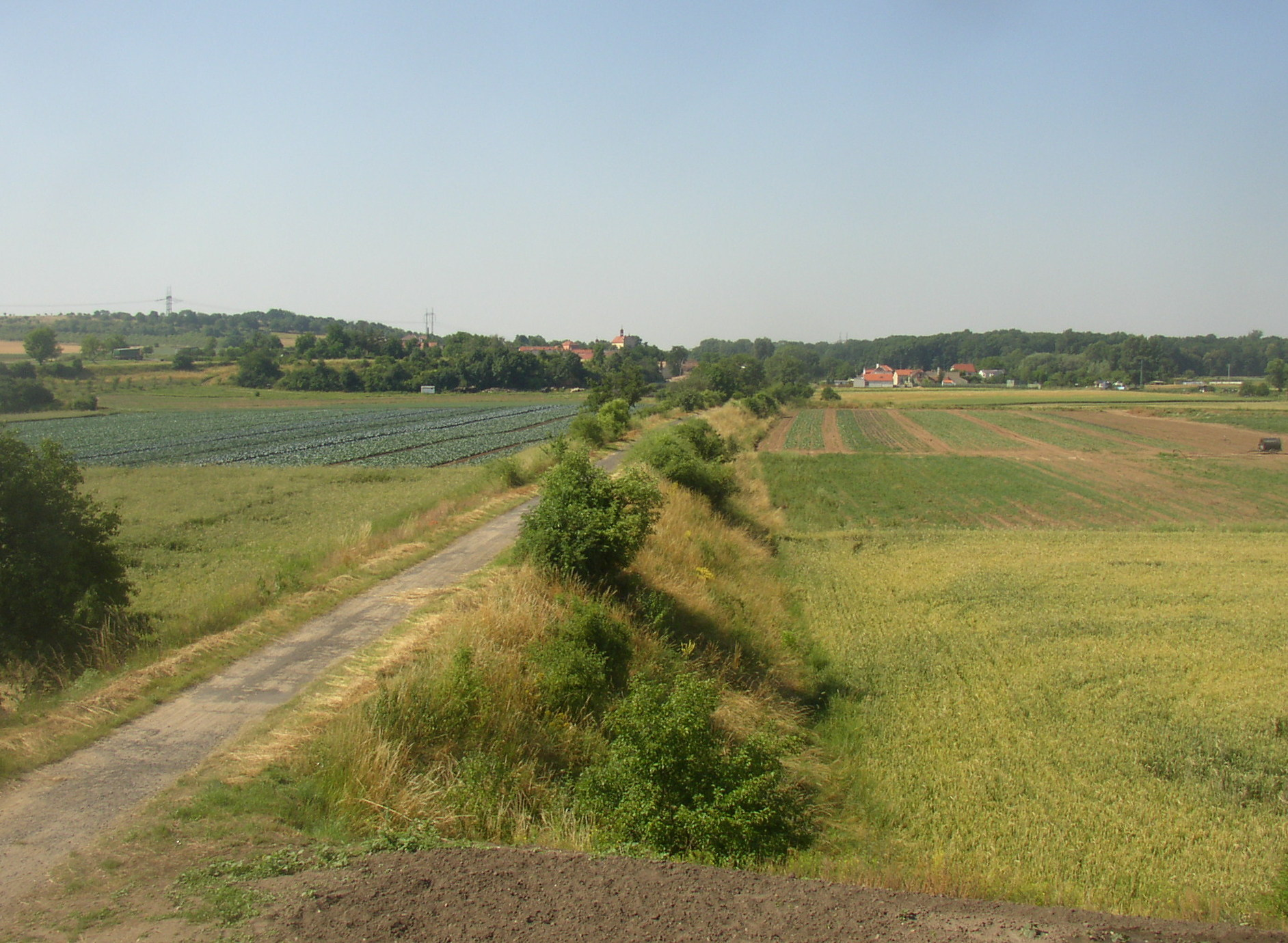
Gesamtansicht von Norden, links der Hügel Skála
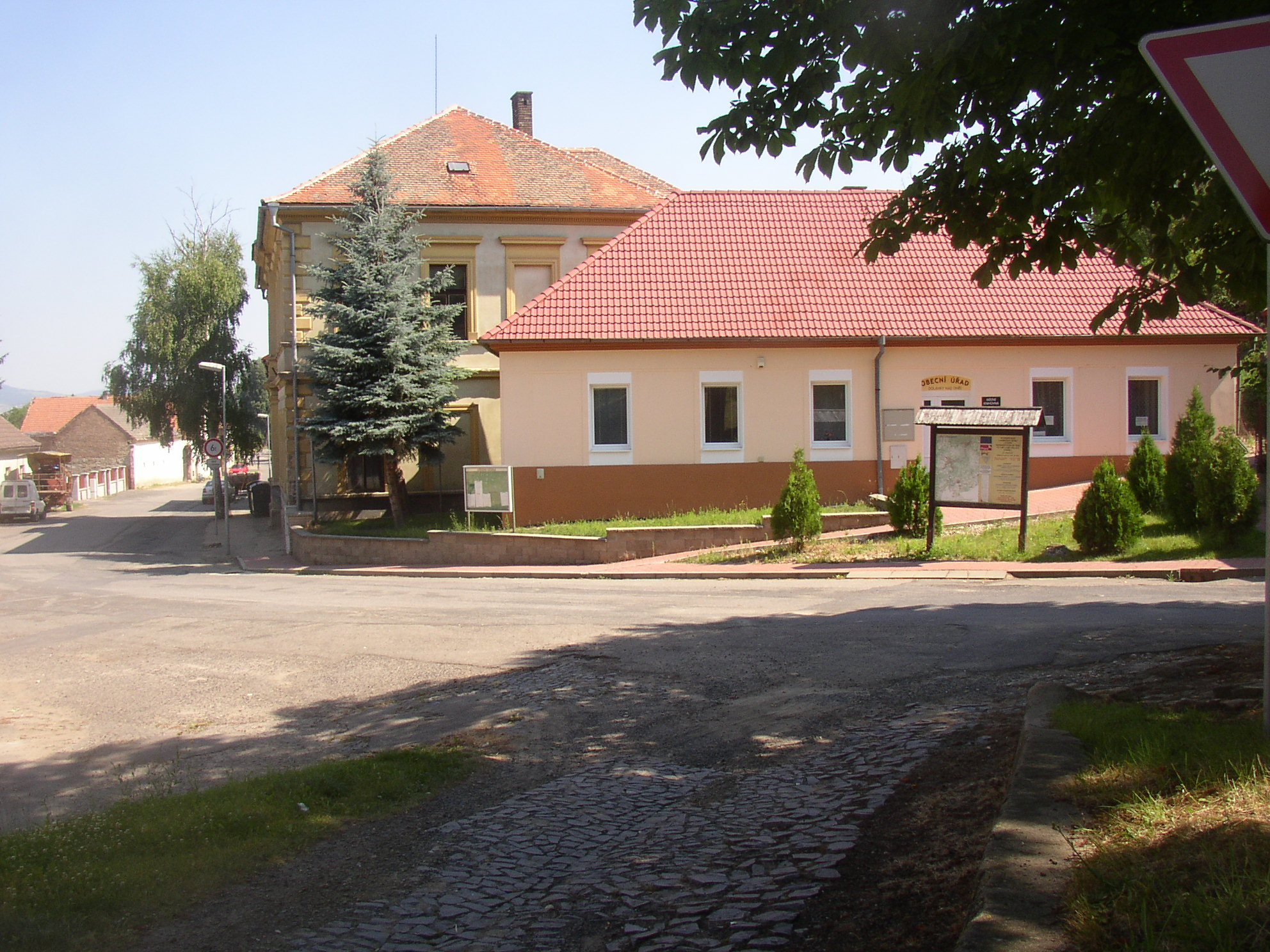
Gemeindeamt am Dorfplatz
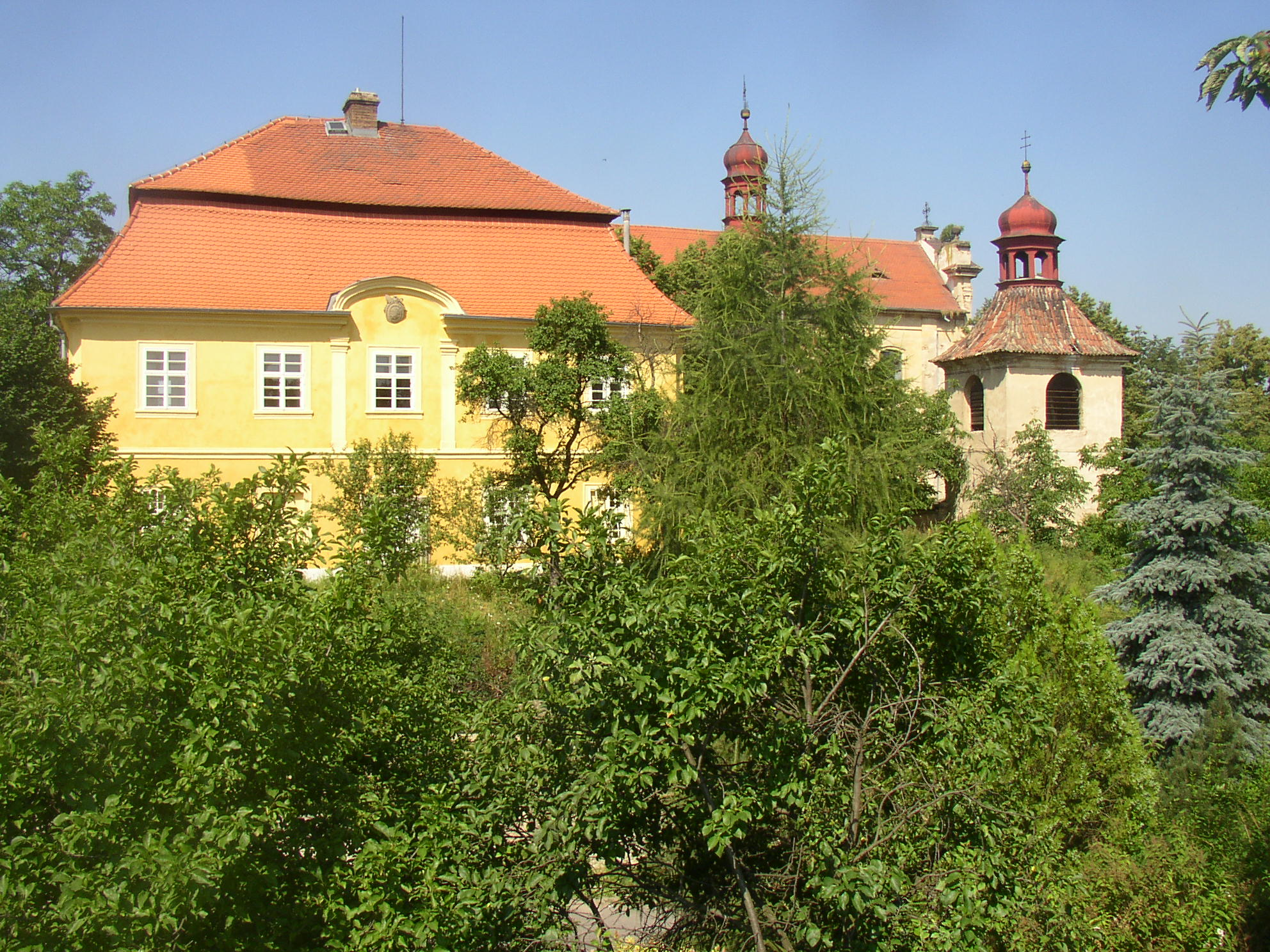
Pfarrhaus, Kirche Hl. Ägidius und Glockenturm